# Wołodymyr Zacharow
Wołodymyr Wałentynowycz Zacharow (ukr. Володимир Валентинович Захаров;  ur. 20 lipca 1972 w Charkowie, zm. 11 września 2008 tamże) – ukraiński wspinacz sportowy. Specjalizował się we wspinaczce na czas. Mistrz świata z 1999 z Birmingham.

## Kariera sportowa
W 1999 w angielskim Birmingham wywalczył tytuł mistrza świata we wspinaczce sportowej, w konkurencji na czas, w finale pokonał Rosjanina Władimira Niecwietajewa-Dołgalowa. W szwajcarskim Winterthurze w 2001 zdobył srebrny  medal, przegrywając w finale ze swoim rodakiem Maksymem Stienkowym.
W 1999 w Norymberdze na mistrzostwach Europy wywalczył brązowy medal.
Wielokrotny uczestnik, medalistka prestiżowych, elitarnych zawodów wspinaczkowych Rock Master we włoskim Arco, gdzie w roku 1999 zdobył złoty medal.

## Osiągnięcia

### Mistrzostwa świata
| Konkurencje  | 1999 | 2001 | 2003 | 2005 |
| Wsp. na czas | 1    | 2    | —    | —    |

### Mistrzostwa Europy
| Konkurencje  | 1996 | 1998 | 2000 | 2002 |
| Wsp. na czas | 5-8  | 3    | —    | —    |

### Rock Master
| Konkurencje  | 1999 | 2000 | 2001 | 2002 |
| Wsp. na czas | 1    | 6    | 8    | 3    |

## Życie prywatne
Mąż Olhy (ur. 1973), która uprawiała również wspinaczkę sportową, specjalizowała się w konkurencji na czas (w 1999 również została mistrzynią świata). Córka Marharyta uprawia wspinaczkę sportową, specjalizuje się w boulderingu.
Zmarł 11 września 2008 roku na skutek obrażeń odniesionych w wypadku samochodowym.